# 小野忠常
小野 忠常（おの ただつね、慶長13年（1608年） - 寛文5年12月6日（1666年1月11日）は、小野派一刀流の剣術家、旗本。小野忠明の子。子に小野忠於。通称助九郎、次郎右衛門。忠常以下、小野家を継ぐものは代々次郎右衛門を襲名した。
3代将軍・徳川家光に仕えて書院番となり、寛永10年（1633年）には200石の加増を受けて800石を領した。
一刀流の基本兵法書をまとめ、一刀流を大成した。兄（あるいは叔父）の忠也は先師一刀斎の姓伊藤を継いで伊藤典膳忠也を名乗って忠也派一刀流の祖となり、忠常が小野派一刀流の道統を継いだ。